# Philip Williams (acteur)
Phillip Williams est un acteur américain.

## Filmographie
- 1985 : Letting Go (TV) : Taxi Driver
- 1993 : Gross Misconduct (TV) : Leaf Reporter
- 1996 : Les Graffitos (Stickin' Around) (série télévisée) : Stanley Stickler (1996-1998) (voix)
- 1997 : Will hunting (Good will hunting) : Terry / concierge en chef
- 1999 : Résurrection (Resurrection) : Inspecteur Rousch
- 2001 : Les Liens du cœur (What Makes a Family) (TV) : Martin Crane
- 2001 : Jason X : Crutch
- 2002 : Ace Lightning (série télévisée) : Duff Kent
- 2002 :  Monk (série télévisée) Saison 1, épisode 5 (Monk va à la fête foraine (Mr. Monk Goes to the Carnival) ) : le propriétaire
- 2002 : Cœurs inconnus (Between Strangers) d'Edoardo Ponti
- 2017 : Anne with an E (série télévisée), rôle de Thomas Lynde[1]
- 2020 - 2023 : The Hardy Boys (série télévisée) : Wilt